# Xanthoparmelia neotasmanica
Xanthoparmelia neotasmanica är en lavart som beskrevs av Hale. Xanthoparmelia neotasmanica ingår i släktet Xanthoparmelia och familjen Parmeliaceae.   Inga underarter finns listade i Catalogue of Life.